# Dolní Krupá (Vysočina)
Dolní Krupá è un comune della Repubblica Ceca facente parte del distretto di Havlíčkův Brod, nella regione di Vysočina.